# 克萊門斯·馮·格倫布科
克萊門斯·馮·格倫布科（英語：Clemens von Grumbkow；1983年7月22日—）是一位德國橄欖球運動員。他是德國國家橄欖球隊的一員。